# Коррекция когнитивных искажений
Коррекция когнитивных искажений — область исследований, сфокусированная на активном манипулировании предвзятой обработкой, развилась под термином «коррекция когнитивных предрассудков» (Cognitive Bias Modification). Понятие коррекции когнитивных искажений включает процедуры модификации когнитивных искажений у здоровых людей. Терапия модификации когнитивных искажений (Cognitive Bias Modification Therapy) является динамично развивающимся направлением психотерапии, в котором модификация когнитивных процессов используется для снижения психологического напряжения, депрессии и тревожности. Коррекция когнитивных искажений направлена на облегчение психопатологических симптомов посредством связанной с практикой автоматизации адаптивных стилей обработки информации, используя принципы ассоциативного обучения и оперантного обусловливания.
Методы CBMT — это психотерапевтические методы, которые применяются с помощью компьютера как при участии психотерапевта, так и без него. Коррекция когнитивных искажений, вызывающих проблемы эмоционального, личностного, социального характера, также является целью когнитивной психотерапии.
Самый ранний метаанализ пришел к выводу, что терапия модификации когнитивных искажений является многообещающим новым методом лечения с умеренными и большими размерами эффекта.

## Типы коррекции когнитивных искажений
Два наиболее распространенных типа CBM нацелены на предубеждения внимания (Cognitive bias modification for attention) и интерпретации (Cognitive bias modification for interpretation). Третий тип CBM, тренинг приближения-избегания (Affect regulation training), нацелен на мотивационные предубеждения.

### Тренинг регуляции аффекта
В 2008 году был разработан тренинг регуляции аффекта (Affect regulation training) как трансдиагностический подход к улучшению регуляции эмоций. В рамках CBM-ART участникам предлагается оценить утверждения, связанные с оценкой эмоций и стратегиями регуляции эмоций. Если участники оценивают утверждение как правильное (т.е. полезное), они могут потянуть его к себе, при этом когниция и сопутствующее изображение увеличиваются в размере. И наоборот, если участники оценивают утверждение как неверное (т.е. неполезное), они могут оттолкнуть его от себя, при этом стимулы уменьшаются в размере. Чтобы усилить адаптивные когнитивные представления об эмоциях и регуляции эмоций, участники получают обратную связь, зависящую от решения, в размере 100% (т. е. обратную связь и очки вознаграждения). Таким образом, CBM-ART сочетает в себе аспекты ретренинга оценочных предубеждений (т.е. направленного на изменение оценок эмоций и стратегий регуляции эмоций) и ретренинга приближения-избегания (т.е. использующего динамику «толчок-тяга», направленную на увеличение приближения функциональных и избегания дисфункциональных когниций). Концептуально модуль основан на когнитивно-бихевиоральных теориях, постулирующих, что оценка эмоций и сопутствующие стратегии регуляции эмоций могут быть предвзятыми и что эти предвзятости связаны с психопатологией. Таким образом, повышение адаптивной  оценки эмоций с помощью CBM может улучшить регуляцию эмоций и снизить уровень стресса. Проведенные исследования программы ART также свидетельствуют об улучшении состояния при депрессии и расстройстве переедания.

### Коррекция предубеждений (искажений) внимания
Коррекция предубеждений внимания (Cognitive bias modification for attention (CBM-A)) включает в себя когнитивные задачи на коррекцию предубеждения внимания, направленные на привлечение внимания к нейтральным или позитивным стимулам и избегание негативных или угрожающих стимулов.   Чаще всего в CBM-A используется модифицированная задача «dot-probe». Как правило, точка появляется на месте предыдущего расположения нейтральных стимулов, что способствует более быстрому отключению от негативно оцениваемого стимула и сохранению внимания к нейтральному стимулу на протяжении всего обучения.
Это тренировочное задание основано на оценочной задаче, где точка появляется случайным образом после нейтральных и угрожающих стимулов. Если испытуемый склонен сосредотачивать внимание на угрожающих стимулах, то это будет отражаться в быстром времени реакции на точки, появляющиеся на том же месте, что и угрожающие стимулы (в условиях с угрозой), чем на неугрожающие стимулы (в условиях с угрозой и неконгруэнтностью). И наоборот, если у человека склонность отводить внимание от угрожающих стимулов, это будет отражаться в медленном времени реакции на точки, заменяющие угрожающие, чем на неугрожающие сигналы. Изменение предубеждений внимания также может изменить связанные с ними эмоциональные процессы.

### Коррекция предубеждений (искажений) интерпретации
Коррекция предубеждений интерпретации (Cognitive bias modification for interpretation (CBM-I)) включает задания, в которых неоднозначные предложения, абзацы или картинки оцениваются либо положительно, либо отрицательно. Задачи на интерпретационную предвзятость обычно направлены на то, чтобы увеличить интерпретацию неоднозначных ситуаций в благоприятном ключе, способствуя более гибкому мышлению и менее строгому отрицательному подходу.
В этом задании участникам предлагаются короткие двусмысленные ситуации, часть которых завершается фрагментом слова. Цель задачи - тренировать способность решать неопределенные ситуации в позитивном ключе, призывая к более доброжелательному мышлению. Участникам задают краткие вопросы после завершения фрагмента, просят ответить так, чтобы ситуация закончилась благоприятным образом. Для оценки влияния этой методики на интерпретацию используется задание «распознавание», включающее серию двусмысленных сценариев. Участникам предлагаются сценарии, оставшиеся двусмысленными даже после завершения слова. Считается, что более положительное понимание показывается более высокой оценкой сходства предложений с ключевыми эмоциями сценария в сравнении с негативным пониманием.

## Применение
- Проведенные исследования подтверждают гипотезу о том, что тренировка коррекции когнитивных искажений уменьшает симптомы ОКР у детей с ОКР[18][19][20].
- Процедурные особенности обучения (компьютеризированное обучение, высокоструктурированные занятия и четкие инструкции) могут устранять некоторые трудности, с которыми сталкиваются люди с аутизмом. На уровне рабочих механизмов неявный характер тренинга коррекции когнитивных искажений в сочетании с конкретными сценариями (в отличие от явных, вербальных когнитивных техник в когнитивно-поведенческой терапии) может быть полезен детям с расстройствами аутистического спектра, чтобы открыть путь к когнитивным изменениям, устраняя когнитивную ригидность[18][21].
- Некоторые исследования утверждают, что тренинг коррекции когнитивных искажений в отношении социальной тревоги более эффективен для подростков с более сильными исходными предубеждениями[22].
- Коррекция когнитивных искажений демонстрирует благоприятное воздействие на предвзятость интерпретации, стресс и депрессию[23][24][25].
- Цифровой вариант CBM для регуляции эмоций является перспективным трансдиагностическим инструментом вмешательства[23].
- Дисфункциональные оценки поддаются коррекции и их модификация переносится на последующие симптомы ПТСР[26]. Это может открыть новые возможности для совершенствования существующих терапевтических подходов.

## Критика
Исследования показали, что использование коррекции когнитивных искажений для смещения внимания и интерпретации предубеждений дает многообещающие результаты среди взрослых, но также имеются случаи, когда эффект отсутствует.
Многочисленные исследования CBM-A пытались установить надежность задачи с точечной пробой (dot-probe), и все они пришли к одному и тому же выводу - эта задача не является надежным и стабильным средством измерения смещения внимания как переменной индивидуальных различий. Результаты различных мета-анализов показывают несогласованность влияния парадигм точечных проб на изменение смещения внимания и улучшение эмоциональных показателей. Размер эффекта варьируется от незначительного до среднего. Другие исследования также подтверждают незначительную эффективность коррекции когнитивных искажений. С клинической точки зрения эти результаты свидетельствуют о том, что CBM-A еще не готова к широкому распространению в качестве метода лечения в повседневной практике.